# Epimedium shuichengense
Epimedium shuichengense là một loài thực vật có hoa trong họ Hoàng mộc. Loài này được S.Z.He mô tả khoa học đầu tiên năm 1996.